# Robert Fogel
Robert William Fogel (n. 1 iulie 1926, New York City, New York, SUA – d. 11 iunie 2013, Oak Lawn⁠(d), Illinois, SUA) a fost un economist american, laureat al Premiului Nobel pentru economie (1993).